# Mesosemia antaerice
Mesosemia antaerice is een vlindersoort uit de familie van de prachtvlinders (Riodinidae), onderfamilie Riodininae.
Mesosemia antaerice werd in 1859 beschreven door Hewitson.